# Bernaert de Rijckere
Bernaert de Rijckere, né vers 1535 à Courtrai et mort en 1590 à Anvers, est un peintre flamand de la Renaissance.

## Biographie

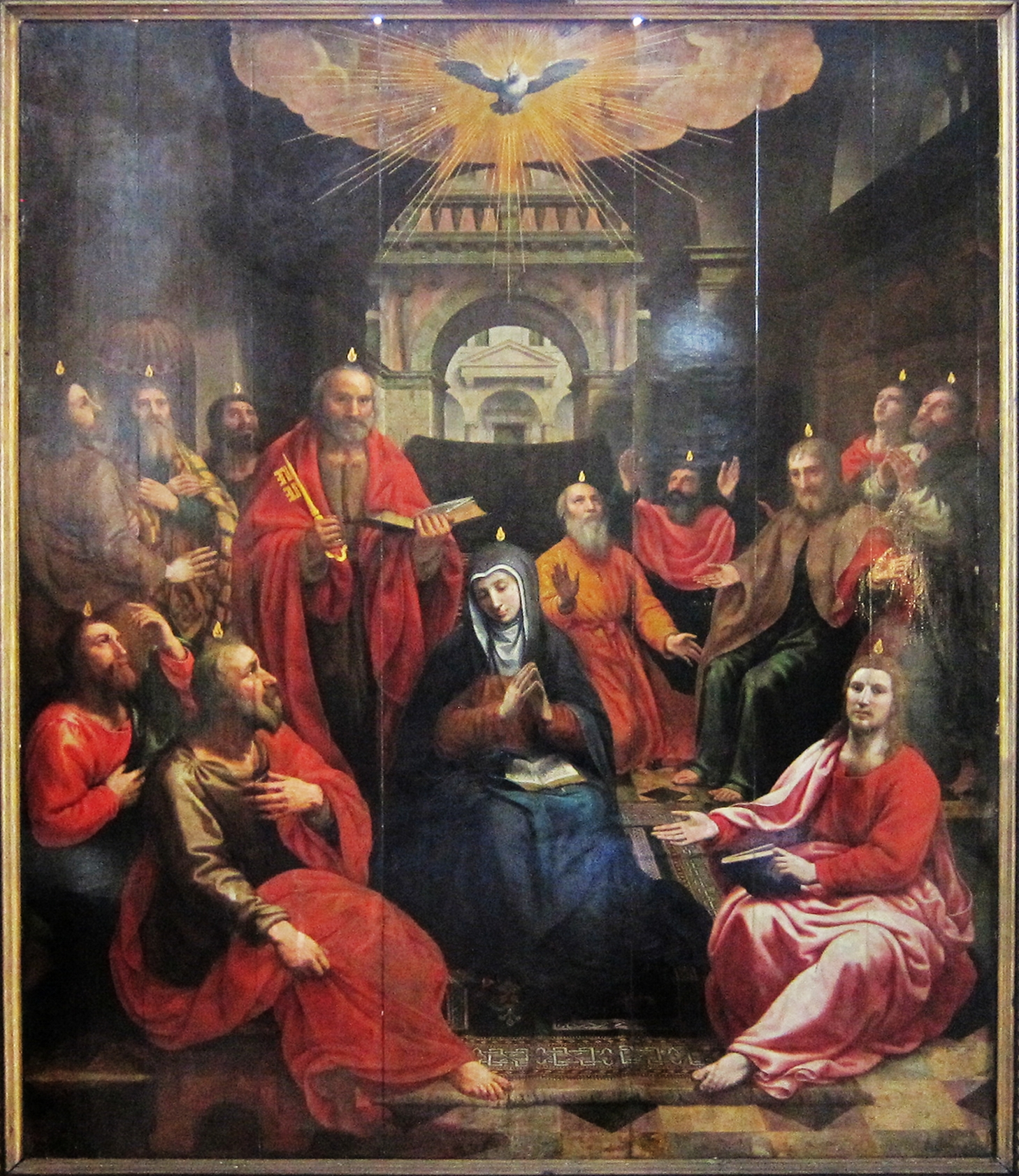
La Pentecôte, panneau central du Triptyque du Saint Esprit dans l'église Saint Martin de Courtrai.

Actif dans sa ville natale de Courtrai, où il est notamment connu pour ses décors de l'église Saint-Martin, il est admis à la guilde de Saint-Luc d'Anvers en 1561.
D'un style proche de celui de Frans Floris, on ne connaît que cinq œuvres signées de sa main, mais plusieurs autres, marquées du monogramme B, lui sont également attribuées.
Il a été le maître de son fils, le peintre Abraham de Ryckere.